# Junuz Ajanović
Junuz Ajanović (Žepče, 5. listopada 1890. – Zagreb, srpnja 1945.), general oružanih snaga NDH. 

## Životopis
Rođen u Žepču 1890. godine. U Budimpešti završio učilište za pričuvne časnike. Bio časnik u austro-ugarskoj vojsci i u vojsci Kraljevine Jugoslavije. Do Travanjskog rata 1941. došao je do čina pukovnika. Bio je zapovjednik motorizirane postrojbe u Zagrebu. Zapovijedao motoriziranim postrojbama (samovozne bojne) u Hrvatskom domobranstvu do 1943. godine. Lipnja 1943. službuje pri SS-u kod njemačkog redarstva u NDH. Pred konac rata napredovao do mjesta zapovjednika 3. gorskog zdruga, a zatim za zapovjednika 12. imotske divizije HOS-a. Zarobljen nakon pada NDH. 15. srpnja određena mu je smrtna kazna.